# لوسیا کاراباجو
لوسیا کاراباجو (اسپانیایی: Lucia Caraballo‎؛ زادهٔ ۲۷ ژوئیهٔ ۱۹۹۹) بازیگر اهل اسپانیا است.
از فیلم‌ها یا مجموعه‌های تلویزیونی که وی در آن‌ها نقش داشته‌است، می‌توان به بیمارستان مرکزی، مردان پاکو و عقاب سرخ اشاره نمود.